# Абдуллах аль-Байдави
Насирудди́н Абу́ Саи́д Абдулла́х ибн Ума́р аль-Байда́ви (араб. عبد الله بن عمر البيضاوي‎; ум. в 1286) — выдающийся мусульманский богослов, историк и муфассир, который известен своим тафсиром или комментариями к Корану, его тафсир известен как «Тафсир аль-Байдави».

## Биография
Его более полное имя Насируддин Абуль-Хайр Абдуллах ибн Умар ибн Мухаммад аль-Байдави. Аль-Байдави родился в иранском селении Байда близ Шираза. Его первым учителем стал его отец Умар. Он был последователем шафиитского мазхаба. Аль-Байдави, как и его отец, был главным судьёй (кадием) Шираза, за что получил прозвище Кади Байдави. В 1252 он переехал в Тебриз и прожил в нём значительную часть своей жизни. Умер аль-Байдави в 1286 году.

## Сочинения
Абдуллах Байдави был автором целого ряда работ по различным аспектам Ислама.
1. «Шарху Масабих ас-Сунна» — методология и комментарии хадисов;
2. «Минхадж аль-Вусул иля Ильми’ль-Усул» — мусульманске право;
3. «Тилават аль-Анвар мин Маталии’ль-Анзар» — логика, калам;
4. «Низам ат-Таварих» — история;
5. «Аль-Кайат аль-Кусва» — шафиитское право[6].

Самой известной работой Кади Байдави является толкование (тафсир) Корана «Анвар ат-Танзиль ва Асрар ат-Тавиль», которое он написал в Тебризе. Данный тафсир написан с позиции ашаритского калама. В течение долгого времени этот тафсир преподавали в медресе Османской империи, а также других странах. На этот тафсир написано свыше 250 комментариев самым знаменитым является труд Мухаммада Шайх-зада.